# Jotunheimen

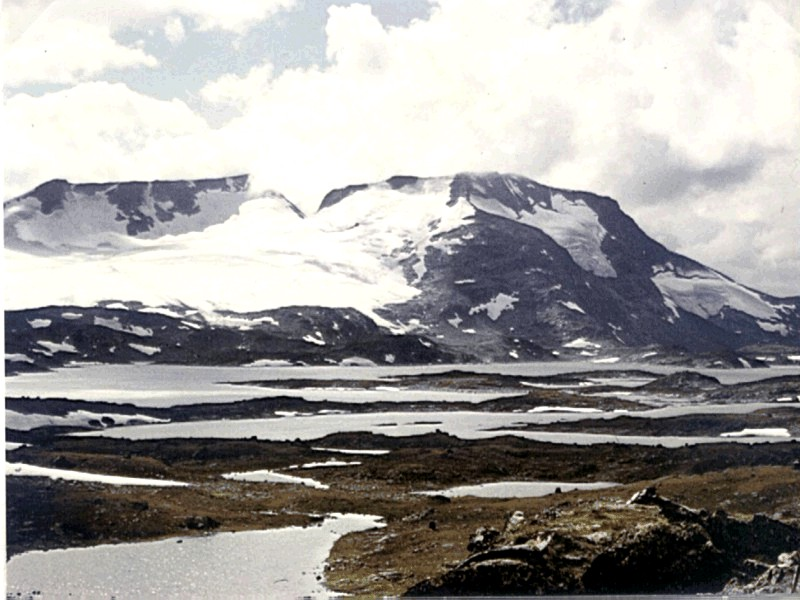
Der Fannaråken (links; 2068 m) mit dem Gletscher Fannaråkbreen und der Store Steindalsnosi (rechts; 2029 m)

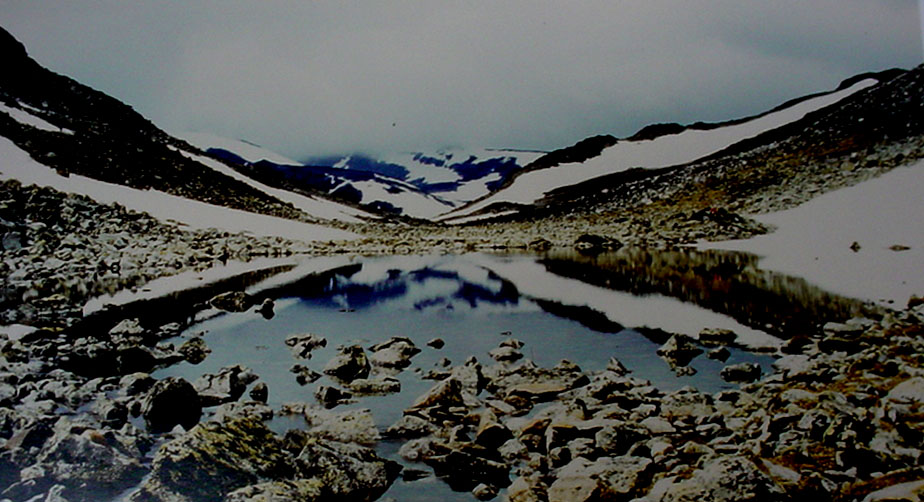
Skautflye zwischen dem Glittertinden und dem Galdhøpiggen

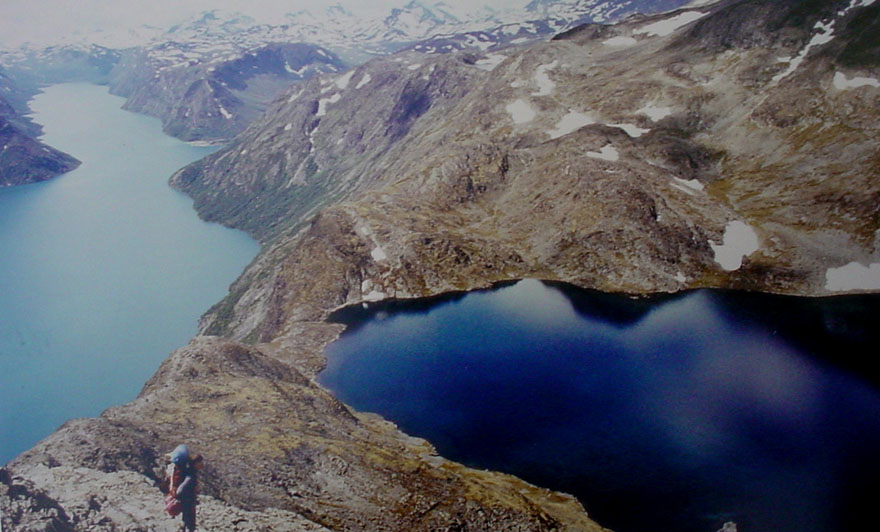
Aussicht vom Besseggen auf Bessvatn (rechts) und Gjendevatn (links)

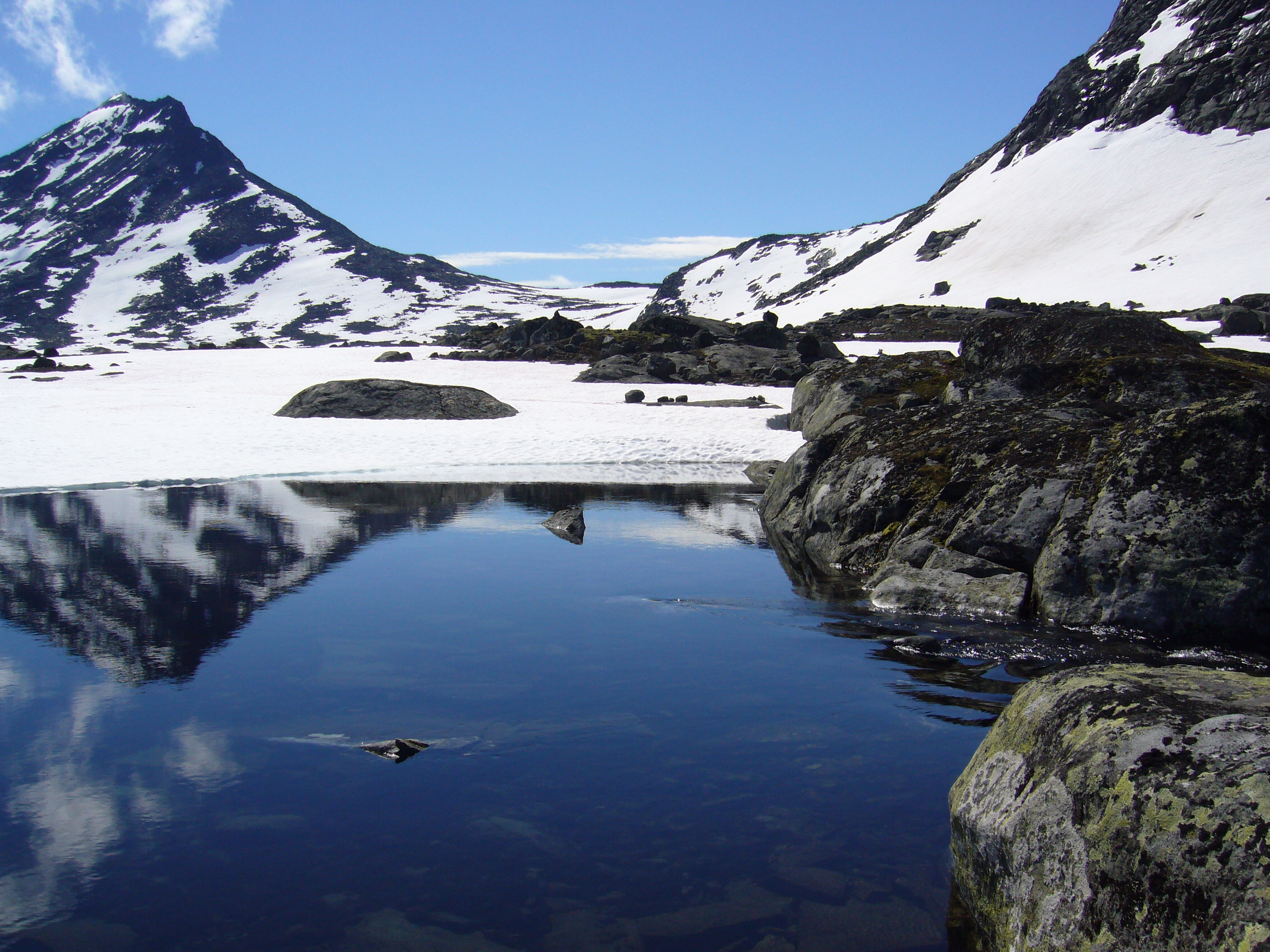
Aussicht von der Hütte in Olavsbu Richtung Snoholstinden (2142 m)

Jotunheimen ist das höchste Gebirge Norwegens und Skandinaviens. Der Name bedeutet übersetzt „Heim der Riesen“. Er wurde 1862 von dem Dichter Aasmund Olavsson Vinje geprägt, inspiriert durch die nordische Mythologie (siehe auch Jötunheim) und die wilde Landschaft der Gegend.
Jotunheimen ist der höchste Teil der Skanden und liegt zwischen dem Sognefjord im Westen und Valdres im Osten und somit in den Fylken Vestland und Innlandet. Das Gebiet umfasst insgesamt eine Fläche von rund 3500 km².

## Landschaft
Die Landschaft ist mit schroffen Gipfeln, Gletschern, Moränen und vielen Trogtälern stark eiszeitlich geprägt. Mit dem 2469 m hohen Galdhøpiggen und dem 2464 m (mit Gletscherhaube) bzw. 2452 m (ohne) hohen Glittertind liegen die beiden höchsten Gipfel Norwegens in diesem Gebirge.
Insgesamt sind über 250 Gipfel höher als 1900 m und 20 davon sogar höher als 2300 m. In der Gruppe der Hurrungane, einer Bergkette im südwestlichen Bereich Jotunheimens, finden sich einige der wildesten Gipfel Norwegens wie der Store Skagastølstind, die bei Kletterern sehr beliebt sind. Westlich von Jotunheimen liegt der größte Festlandgletscher Europas, der Jostedalsbreen.
Moore und Fjellheide beheimaten eine einzigartige Pflanzenwelt. Die Waldgrenze ist mit 1100 m die höchste in ganz Nordeuropa.

## Tourismus
Die touristische Erschließung des Gebietes begann bereits im 19. Jahrhundert. Der norwegische Geologe Balthazar Mathias Keilhau unternahm 1820 eine der ersten ausgedehnteren Touren in das bis dahin weitgehend unerforschte Gebiet. In dem beliebten und durch zahlreiche Wege und Hütten gut erschlossenen Wander- und Skigebiet liegt auch der gleichnamige Jotunheimen-Nationalpark. Der 1140 km² große Nationalpark wurde 1980 eingerichtet und umfasst das Herzstück des Gebirges. Die Bestrebungen dafür reichen bis 1928 zurück, als der DNT und die norwegische Naturschutzgesellschaft die Einrichtung erstmals offiziell vorschlugen. Außerdem sind seit 1980 weitere 300 km² im Utladalen Landschaftsschutzgebiet.
Einer der bekanntesten und mit bis zu 30.000 Besuchern pro Jahr am stärksten begangenen Wanderwege Norwegens ist der Besseggen-Grat. Er führt oberhalb des Gjendesees von Gjendesheim zur Memurubu-Hütte. Das spektakulärste Teilstück führt über einen schmalen Felsrücken zwischen dem Gjendesee und dem Bessvatnet.
Der DNT betreibt in Jotunheimen die bewirtschafteten Hütten Gjendesheim, Gjendebu, Glitterheim, Fondsbu, Skogadalsbøen und die Fannaråkhytta, die mit 2068 m höchste Berghütte Norwegens. Außerdem werden mehrere selbstbediente Hütten betrieben (Olavsbu, Yksendalsbu und Tomashelleren).
Zu den malerisch grandiosen, aber einsamen Regionen zählt die Gegend um die Olavsbu-Hütte, welche am Nordwestausläufer des Rauddalseggimassivs liegt.
Der Sognefjellsveien ist die höchstgelegene Passstraße Nordeuropas und verbindet als Teil des Rv 55 die beiden norwegischen Orte Gaupne und Lom. Eine andere Straße ist der Rv 51 von Gol nach Vågå durch Valdres. Neben landschaftlichen Attraktionen bietet die Gegend auch einige kulturelle Sehenswürdigkeiten. Darunter sind die Stabkirche von Lom, das Norwegische Gebirgszentrum und die Galerie von Jotunheimen. Sie sollen Wissen über lokale Tradition und Kultur vermitteln.

## Bezüge in Literatur, Musik und Film
Die Region des Besseggen und des Gjende-Sees ist auch in die Kunst eingegangen. Der Besseggen-Grat wird in Henrik Ibsens Peer Gynt erwähnt.
Von einer jungen Frau namens Gjendine, die in Gjendebu lebte, hat Edvard Grieg einige Volksweisen übernommen.
Der norwegische Horrorfilm Cold Prey – Eiskalter Tod spielt in dem Gebirge.